# 2nd RoUnd
《2nd RoUnd》는 대한민국의 힙합 음악그룹 원타임의 두 번째 정규앨범이다. 타이틀곡은 〈One Love〉이고, 이 곡의 작곡에는 가수 김종서가 참여했다. 또한 민요인 〈쾌지나 칭칭나네〉를 힙합 장르로 편곡한 곡 〈쾌지나 칭칭〉으로 후속 활동을 이어갔다. 27만장이 팔렸으며 이는 원타임 앨범중 최다 판매량이다.

## 수록곡
| #   | 제목                                                        | 작사         | 작곡                        | 편곡   | 재생 시간 |
| --- | ----------------------------------------------------------- | ------------ | --------------------------- | ------ | --------- |
| 1.  | 〈악〉 (惡)                                                 | 송백경       | Q                           | Q      | 4:00      |
| 2.  | 〈Interlude〉 (흑과 백)                                     |              |                             |        | 0:20      |
| 3.  | 〈Ready or not Yo! - Korean Version〉 (feat. 스위티)        | 양현석       | 페리                        | 페리   | 3:13      |
| 4.  | 〈쾌지나 칭칭〉                                             | 테디         | 민요(쾌지나 칭칭나네), 테디 | 테디   | 3:53      |
| 5.  | 〈구제불능〉                                                | 송백경       | 송백경                      | 송백경 | 3:22      |
| 6.  | 〈One Love〉                                                | 테디         | 테디, 김종서                | 테디   | 4:13      |
| 7.  | 〈21세기란게 뭐야〉                                         | 송백경       | 페리                        | 페리   | 3:52      |
| 8.  | 〈1TYMillenium〉                                            | 테디         | 페리                        | 페리   | 3:55      |
| 9.  | 〈향해가〉                                                  | 테디, 송백경 | 테디                        | 테디   | 3:25      |
| 10. | 〈너와 나 우리 영원히 또 하나!〉                            | 송백경       | 송백경                      | 송백경 | 3:25      |
| 11. | 〈Ready or not Yo! - English Version〉 (feat. 지누션, 페리) | 페리         | 페리                        | 페리   | 3:36      |

## 참여
원타임
- 테디 - 리더, 메인 랩
- 태빈 - 메인 보컬
- 송백경 - 보컬, 작사
- 오진환 - 안무가, 하이 랩

음악가
- 페리 - 랩 수정(1), 스크래치(1, 5, 8, 11)
- 민영치 - 장구, 북(4)
- 장재효 - 징, 아쟁(4)
- Danny Jung - 섹소폰(11)
- Sam Lee - 기타(11)
- 이용민 - 피아노(11)
- 송백경 - 일렉트릭 피아노(11)

스탭
- 양현석 - 이그제큐티브 프로듀서
- Perry, Q, 테디, 송백경 - 프로듀서
- Perry, Kevin Kim - 녹음
- 아메리칸 스튜디오(로스엔젤레스), "날씬한때지" 스튜디오/드림 팩토리(서울) - 믹싱 스튜디오
  - Jason Roberts(1, 3), 임창덕(4, 6, 7, 8, 9, 10), 남궁연(1, 5) - 믹싱
- Chris Bellman(Bernie Grundman 스튜디오, 로스엔젤레스) - 마스터링
- 예당음향(예당컴퍼니), 양군기획(YG 엔터테인먼트) - 매니지먼트
- 유재웅, 이상철, 이진석 - 매니저
- M.F! - 의상
- 류재신, 전혜원, 조성녀 - 스타일리스트
- 정세진 - 사진